# Agnès de Langenstein
Agnès de Bar, comtesse de Langenstein puis de Salm, était fille de Thierry Ier de Montbéliard, comte de Bar (Bar-le-Duc), et d'Ermentrude de Bourgogne (fille de Guillaume Ier Tête Hardie, comte de Bourgogne). Elle est née vers 1082 ou 1087 au château paternel de Bar, et morte vers 1176. Elle était la nièce du pape Calixte II.
Elle épousa d'abord Godefroi (Gotfried), comte de Langenstein (ou Langstein) (mort avant 1110), descendant du duc de Lorraine Adalbert d'Alsace, qui possédait le château de Langenstein (Longue Pierre, devenu Pierre-Percée).
Veuve, elle se remaria vers 1110 avec Hermann II de Salm (de la dynastie de Luxembourg) et eut de lui trois enfants connus.
Vassal du duc de Lorraine, le comte Hermann accompagna ce dernier dans ses guerres livrées contre la propre famille d'Agnès. 
Il trouva la mort (en 1134 ?) au cours d'une bataille, et son château vosgien fut conquis après plus d'un an de guérilla. La légende veut qu'Agnès ait trouvé la mort au cours du siège du château, après avoir fait creuser le fameux puits.
Devenue veuve, Agnès fonda l'abbaye de Haute-Seille en 1140, non loin de Pierre-Percée, qu'elle affilia à l'Ordre cistercien.
C'est son deuxième fils, Henri Ier, qui prit la succession du comté et qui semble avoir fait creuser un large puits au château, lequel ne fut plus connu dès le XIIIe siècle que sous le nom de château de Pierre-Percée.
D'après certaines sources, sujettes à caution, la comtesse aurait été ensevelie dans l'église de Raon-lès-Leau et non dans celle de Badonviller, la capitale du comté.